# Janusz Bielawski
Janusz Stefan Bielawski (ur. 15 stycznia 1928 w Wielkorycie, zm. 30 marca 2022) – polski lekarz chirurg, polityk, profesor nauk medycznych, wykładowca m.in. Akademii Medycznej we Wrocławiu, senator IV i V kadencji.

## Życiorys
Ukończył gimnazjum i liceum dla dorosłych we Wrocławiu w 1947, następnie studia na Akademii Medycznej we Wrocławiu (1952). Pod koniec studiów podjął pracę w charakterze asystenta na Oddziale Ortopedii Szpitala Wojewódzkiego we Wrocławiu; w latach 1952–1957 był asystentem na oddziale chirurgii szpitala w Rudzie Śląskiej. Od 1957 pracował na wrocławskiej Akademii Medycznej, w latach 1957–1972 był kolejno asystentem, starszym asystentem i adiunktem w III Klinice Chirurgii, w latach 1972–1975 adiunktem, a w latach 1975–1976 docentem w Klinice Chirurgii Urazowej. Jednocześnie od 1976 zajmował stanowisko ordynatora Oddziału Chirurgii Urazowej i Ortopedii Szpitala im. Jana Jonstona w Lubinie. W 1962 obronił doktorat, w 1971 habilitował się, a w 1987 otrzymał tytuł profesora nauk medycznych.
Był członkiem Polskiego Towarzystwa Ortopedycznego i Traumatologicznego, wchodził w skład jego zarządu oraz przewodniczył sekcji osteosyntezy. W latach 1995–1997 był specjalistą wojewódzkim ds. ortopedii i traumatologii w województwie legnickim. Od 1987 przewodniczył zarządowi Oddziału Regionalnego Polskiego Towarzystwa Lekarskiego Ziemi Lubińskiej. Zorganizował ponadregionalny ośrodek leczenia zapalenia tkanki kostnej. Ogłosił ponad 70 prac naukowych, był redaktorem takich publikacji jak Pourazowe zapalenie kości (1982) i Leczenie otwartych złamań kości długich (1983).
W latach 1973–1990 był członkiem Polskiej Zjednoczonej Partii Robotniczej, potem należał do Socjaldemokracji Rzeczypospolitej Polskiej, w 1999 został członkiem Sojuszu Lewicy Demokratycznej. Z ramienia tej partii uzyskiwał dwukrotnie mandat senatora – w 1997 z województwa legnickiego, w 2001 z okręgu legnickiego. Brał udział w pracach Komisji Polityki Społecznej i Zdrowia. W 2005 nie ubiegał się o reelekcję.
Został pochowany na cmentarzu komunalnym w Lubinie.

## Odznaczenia i wyróżnienia
- Krzyż Kawalerski Orderu Odrodzenia Polski (1987)
- Złoty Krzyż Zasługi (1977)
- Odznaka honorowa „Za wzorową pracę w służbie zdrowia” (1983)
- Odznaka „Za zasługi dla Województwa Legnickiego” (1982)
- Złota Odznaka Budowniczy LGOM (1980)
- Odznaczenie „Zasłużony dla Polskiej Ortopedii i Traumatologii (2014)
- Medal Gloria Medicinae (1995)
- Medal Dolnośląskiej Izby Lekarskiej im. Jana Mikulicza Radeckiego (1999)
- Medal imienia Adama Grucy (2004)

## Życie prywatne
Był żonaty, miał dwoje dzieci (Piotra i Ewę).